# Nhận biết ở động vật
Nhận biết ở động vật hay linh tính ở động vật hay còn gọi là tự chủ ở động vật (Animal autonomy) là thuật ngữ đề cập đến khả năng tự hiểu, nhận biết, cảm nhận, dự đoán tình huống của động vật có thể xảy ra, thông qua các giác quan, cảm biến, kinh nghiệm sống của chúng. Nhiều động vật có khẳ năng nhận thức và linh tính khiến chúng có thể thực hiện được những hành vi, tập tính khiến con người kinh ngạc. Giác quan nhạy bén của động vật có thể giúp chúng phát hiện ung thư hay dự đoán thiên tai sắp xảy ra như động đất, bão lớn. Não bộ càng lớn, khả năng phản xạ của động vật ăn thịt càng giỏi. Các loài ăn thịt có bộ não lớn hơn tương đồng với kích thước cơ thể sẽ có khả năng phản xạ, xử lý các tình huống tốt hơn. Một số loài như chuột, có khả năng cảm nhận được những nguy hiểm và tháo chạy rất nhanh, một số con chuột khi đã súy dính bẫy hoặc thoát khỏi những cái bẫy thì chúng sẽ tránh những cái bẫy do con người đặt ra.